# Gomortegaceae
Famille
Genre
Espèce
Classification APG III (2009)
Statut de conservation UICN

 EN A1cd : En danger
Répartition géographique
Les Gomortegaceae (les Gomortégacées) sont une famille de plantes à fleurs de l'ordre des Laurales. Ce sont des angiospermes primitives.
Il existe seulement une espèce dans cette famille, Gomortega keule, qui se trouve dans les provinces du Cauquenes, Ñuble, Concepción et Arauco au centre du Chili. Ce sont de grands arbres, à feuilles persistantes et en danger sérieux d'extinction.

## Étymologie
Le nom vient du genre Gomortega, sorte de mot-valise formé de Gom et Ortega, hommage au botaniste et médecin espagnol Casimiro Gómez Ortega (1741-1818) premier professeur du jardin botanique royal de Madrid, a été donné par le naturaliste chilien Juan Ignacio Molina (1740-1829). 
Par ailleurs le nom spécifique de Gomortega keule a été emprunté aux mapuches, peuple autochtone du Chili et d'Argentine, qui appellent cette plante keule ou queule.

## Galerie

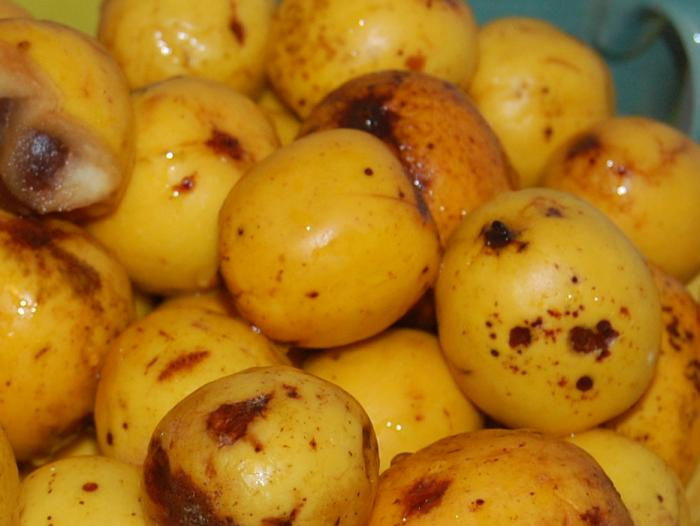
Fruits du G. keule

## Liste des genres
Selon NCBI (13 avr. 2010), Angiosperm Phylogeny Website (13 avr. 2010) et DELTA Angio (13 avr. 2010) :
- genre Gomortega

## Liste des espèces
Selon NCBI (13 avr. 2010) :
- genre Gomortega
  - Gomortega keule
  - Gomortega nitida

Selon Angiosperm Phylogeny Website (13 avr. 2010) :
- genre Gomortega
  - Gomortega keule C. Chile

### FamilleGomortegaceae
- (en) Angiosperm Phylogeny Website : Gomortegaceae
- (en) DELTA Angio : Gomortegaceae  Reiche
- (en) Tree of Life Web Project : Gomortegaceae
- (en) Paleobiology Database : Gomortegaceae  Reiche
- (fr + en) ITIS : Gomortegaceae  Reiche
- (en) NCBI : Gomortegaceae (taxons inclus)
- (en) UICN : taxon  Gomortegaceae  (consulté le 5 janvier 2023)
- (en) GRIN : famille Gomortegaceae  Reiche (+liste des genres contenant des synonymes)

### GenreGomortega
- (en) Catalogue of Life : Gomortega Ruiz & Pav. (consulté le 10 décembre 2020)
- (en) NCBI : Gomortega (taxons inclus)
- (en) UICN : taxon  Gomortega  (consulté le 5 janvier 2023)
- (en) GRIN : genre Gomortega  Ruiz et Pav. (+liste d'espèces contenant des synonymes)

### EspèceGomortega keule
- (en) Tree of Life Web Project : Gomortega keule
- (en) Catalogue of Life : Gomortega keule (Molina) Gunckel (consulté le 15 décembre 2020)
- (en) NCBI : Gomortega keule (taxons inclus)
- (en) UICN : espèce Gomortega keule (Molina, 1782) Baill., 1869 (consulté le 20 mai 2015)
- (en) GRIN : espèce Gomortega keule  (Molina) I. M. Johnst.
- (es) Information sur Gomortega keule
- (es) Projet développé au Chili sur Gomortega keule